# Коспаш (город)
Кóспаш — упразднённый город в Молотовской области СССР. Существовал в 1949—1957 годах. Располагался в 9 км к востоку от Кизела.
Возник как шахтёрский посёлок при Кизеловском угольном бассейне в 1938 году. С 17 марта 1941 года — рабочий посёлок Коспашский. Значительное развитие получил в 1940-е годы. В 1949 году посёлок получил статус города областного подчинения. Состоял из нескольких посёлков, протянувшихся с севера на юг на 25 км. По данным 1954 года в Коспаше было 14 общеобразовательных и 5 горнопромышленных школ и 9 клубов.
Коспаш находился на отрогах хребта Белый Спой.
В 1957 году город Коспаш был разделён на 3 административно самостоятельных посёлка городского типа — Центральный-Коспашский, Южный Коспашский и Северный-Коспашский. В 2009 году эти посёлки были преобразованы в сельские населённые пункты.